# Ширстрек

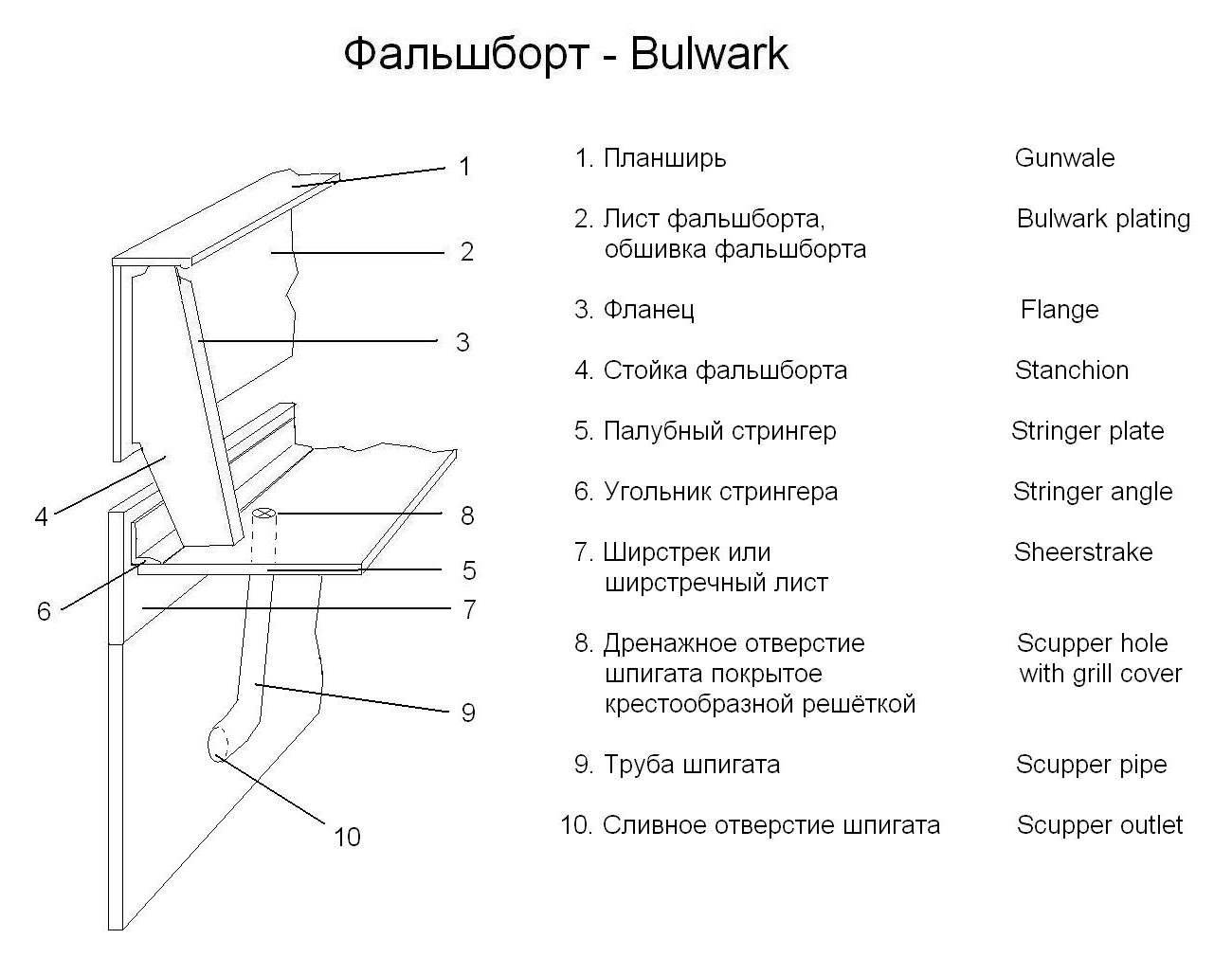
Устройство стального фальшборта и палубного шпигата современного судна (название элементов по-русски и по-английски)

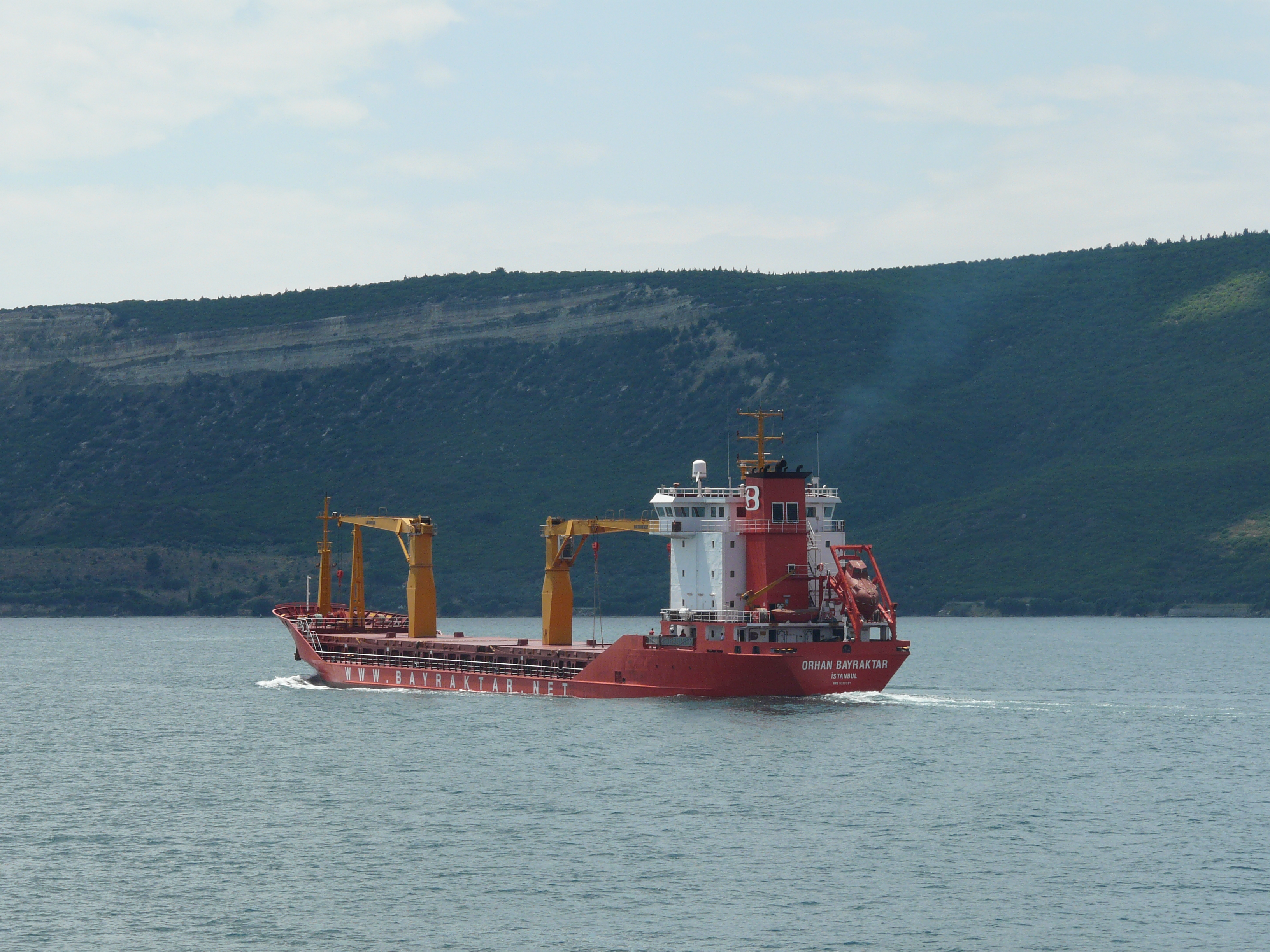
Турецкое судно «Orman Bayraktar» в проливе Дарданеллы (напротив Чанаккале). Судно имеет по два бархоута с каждого борта, один в районе главной ватерлинии, а другой на ширстречном поясе

Ширстрек или ширстречный пояс (англ. sheerstrake) — верхний пояс наружной обшивки корпуса судна, граничащий с главной палубой.
Наружная обшивка корпуса судна и его палубный настил обеспечивают прочность и водонепроницаемость.
Горизонтальные ряды листов наружной обшивки называются поясами (в морском энциклопедическом словаре пишут «поясьями»). Они имеют следующие названия:
- ширстрек — верхний пояс обшивки;
- бортовой пояс или бархоут — пояс в районе главной ватерлинии (правильнее называть бархоутами профили, наваренные на наружную сторону листов обшивки корпуса);
- скуловой пояс — идущий по скуле корпуса судна;
- килевой или горизонтальный — средний днищевой пояс;
- шпунтовой пояс — пояс, соседний с килевым.